# ستيفان إيليوت
ستيفان إيليوت (بالإنجليزية: Stephan Elliott) (و. 1964  م) هو مخرج أفلام، وكاتب سيناريو أسترالي، ولد في سيدني.

## التعليم
تعلم في Sydney Grammar School ‏.

## وصلات خارجية
- ستيفان إيليوت على موقع IMDb (الإنجليزية)
- ستيفان إيليوت على موقع ألو سيني (الفرنسية)
- ستيفان إيليوت على موقع بوكس أوفيس موجو (الإنجليزية)
- ستيفان إيليوت على موقع قاعدة بيانات برودواي على الإنترنت (الإنجليزية)
- ستيفان إيليوت على موقع قاعدة بيانات الأفلام السويدية (السويدية)
- ستيفان إيليوت على موقع قاعدة بيانات الفيلم (الإنجليزية)
- ستيفان إيليوت على موقع كينوبويسك (الروسية)
- ستيفان إيليوت في قاعدة بيانات الأفلام على الإنترنت